# Área metropolitana de Hickory-Lenoir-Morganton
El Unifour o Área Estadística Metropolitana de Hickory-Lenoir-Morganton, NC MSA, como la denomina la Oficina del Censo de los Estados Unidos, es un Área Estadística Metropolitana centrada en la ciudad de Hickory, estado de Carolina del Norte, en Estados Unidos. Su población según el censo de 2010 es de 365.497 de habitantes, convirtiéndola en la 140.º área metropolitana más poblada de los Estados Unidos.

## Composición
Los 4 condados que componen el área metropolitana, junto con su población según los resultados del censo 2010:
- Alexander – 37.198 habitantes
- Burke – 90.912 habitantes
- Caldwell – 83.029 habitantes
- Catawba – 154.358 habitantes

## Principales ciudades del área metropolitana
Ciudades principales o núcleo
- Hickory
- Lenoir
- Morganton

Comunidades con más de 5.000 habitantes
- Conover
- Newton
- St. Stephens

Comunidades con 2.500 a 5.000 habitantes
- Bethlehem
- Cajah's Mountain
- Gamewell
- Granite Falls
- Hudson
- Icard
- Lake Norman of Catawba
- Long View
- Maiden
- Mountain View
- Salem
- Sawmills
- Valdese

Comunidades con 1.000 a 2.500 habitantes
- Blowing Rock
- Claremont
- Connelly Springs
- Drexel
- Glen Alpine
- Hildebran
- Rutherford College
- Stony Point
- Taylorsville

Comunidades con menos de 1.000 habitantes
- Brookford
- Catawba
- Cedar Rock
- Rhodhiss
- Sherrills Ford